# Antepipona yemenensis
Antepipona yemenensis är en stekelart som först beskrevs av Giordani Soika 1957.  Antepipona yemenensis ingår i släktet Antepipona och familjen Eumenidae. Inga underarter finns listade i Catalogue of Life.